# Americas Rugby Championship 2016

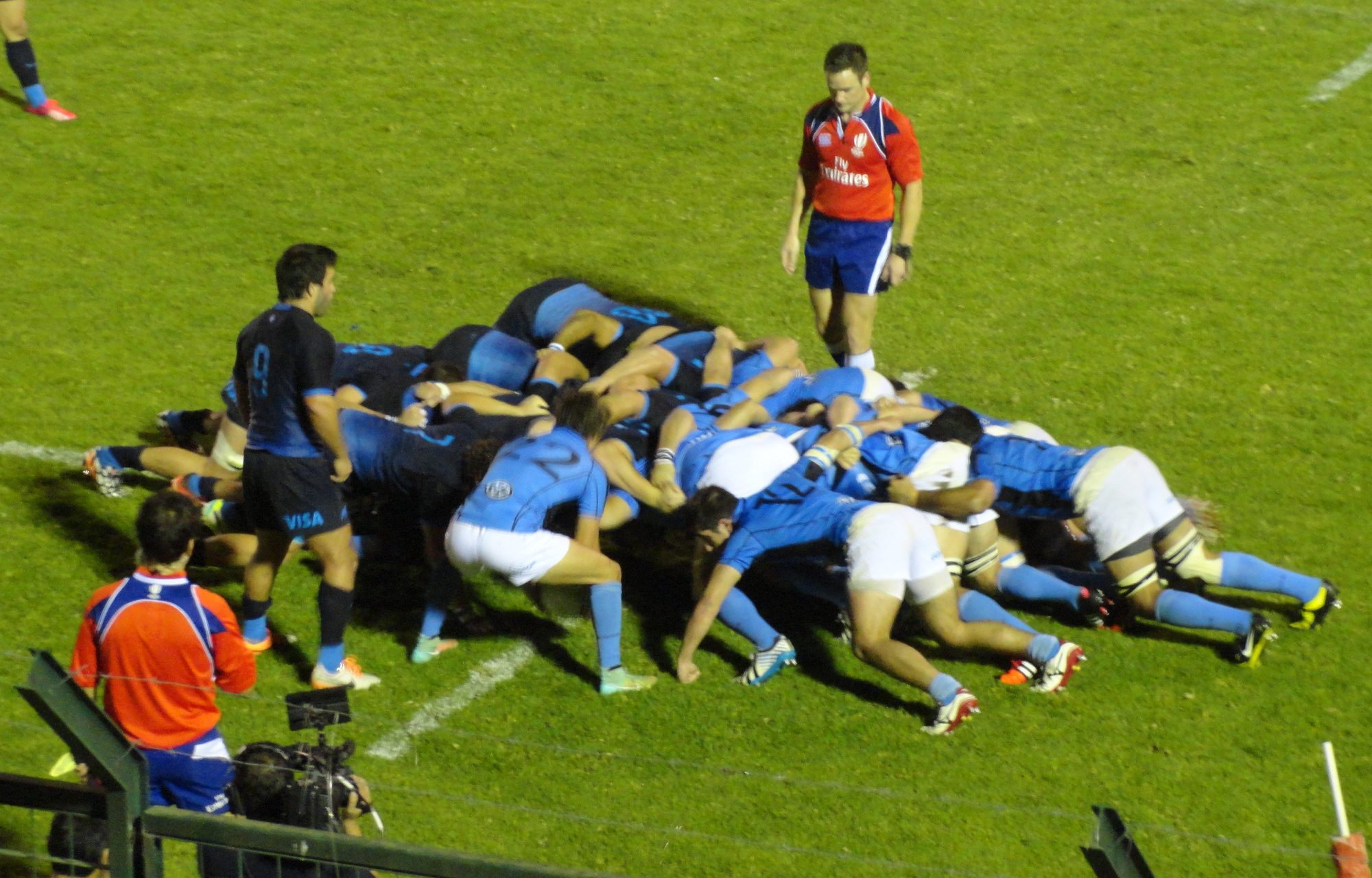
Spielszene der Partie Uruguay – Argentinien

Die Rugby Americas Championship 2016 war die sechste Ausgabe des jährlichen Rugby-Union-Turniers Americas Rugby Championship. An sechs Wochenenden vom 6. Februar bis zum 6. März 2016 traten die Nationalmannschaften von Brasilien, Chile, Kanada, Uruguay und den Vereinigten Staaten sowie die Reserve-Nationalmannschaft Argentiniens gegeneinander an. Das Turnier entschied Argentinien für sich.

## Teilnehmer
| Land               | Stadion                             | Kapazität | Stadt               | Trainer          | Kapitän                              |
| ------------------ | ----------------------------------- | --------- | ------------------- | ---------------- | ------------------------------------ |
| Argentinien XV     | Estadio Gigante de Arroyito         | 41.654    | Rosario             | Pablo Bouza      | Rodrigo Báez                         |
| Argentinien XV     | Estadio del Bicentenario            | 25.286    | San Juan            | Pablo Bouza      | Rodrigo Báez                         |
| Brasilien          | Arena Barueri                       | 35.000    | São Paulo           | Rodolfo Ambrosio | João Luiz da Ros                     |
| Brasilien          | Estádio Martins Pereira             | 15.317    | São José dos Campos | Rodolfo Ambrosio | João Luiz da Ros                     |
| Chile              | Estadio Municipal de La Pintana     | .06000    | Santiago de Chile   | Elías Santillán  | Benjamín Soto                        |
| Chile              | Centro de Alto Rendimiento de Rugby | .01500    | Santiago de Chile   | Elías Santillán  | Benjamín Soto                        |
| Kanada             | Westhills Stadium                   | .01718    | Langford            | François Rater   | Hubert Buydens Ray Barkwill          |
| Uruguay            | Estadio Domingo Burgueño            | 22.000    | Maldonado           | Esteban Meneses  | Alejandro Nieto Juan Manuel Gaminara |
| Uruguay            | Estadio Charrúa                     | 14.000    | Montevideo          | Esteban Meneses  | Alejandro Nieto Juan Manuel Gaminara |
| Vereinigte Staaten | BBVA Compass Stadium                | 22.039    | Houston             | John Mitchell    | Todd Clever Blaine Scully            |
| Vereinigte Staaten | Lockhart Stadium                    | 20.450    | Fort Lauderdale     | John Mitchell    | Todd Clever Blaine Scully            |
| Vereinigte Staaten | Dell Diamond                        | 11.631    | Round Rock          | John Mitchell    | Todd Clever Blaine Scully            |

## Tabelle
|    | Land               | Spiele | Siege | Unent. | Ndlg. | Spiel- punkte | Diff. | Bonus- punkte | Tabellen- punkte |
| -- | ------------------ | ------ | ----- | ------ | ----- | ------------- | ----- | ------------- | ---------------- |
| 1. | Argentinien XV     | 5      | 4     | 1      | 0     | 207:99        | + 108 | 4             | 22               |
| 2. | Vereinigte Staaten | 5      | 2     | 1      | 2     | 177:110       | + 67  | 5             | 15               |
| 3. | Kanada             | 5      | 3     | 0      | 2     | 192:139       | + 53  | 3             | 15               |
| 4. | Uruguay            | 5      | 3     | 0      | 2     | 123:131       | − 8   | 2             | 14               |
| 5. | Brasilien          | 5      | 1     | 0      | 4     | 107:175       | − 68  | 2             | 6                |
| 6. | Chile              | 5      | 0     | 0      | 5     | 73:225        | − 152 | 1             | 5                |

Die Punkte wurden wie folgt verteilt:
- 4 Tabellenpunkte bei einem Sieg
- 2 Tabellenpunkte bei einem Unentschieden
- 0 Tabellenpunkte bei einer Niederlage (vor möglichen Bonuspunkten)
- 1 Bonuspunkt für vier oder mehr Versuche, unabhängig vom Endstand
- 1 Bonuspunkt bei einer Niederlage mit sieben oder weniger Punkten Unterschied

## Ergebnisse

### Erste Runde
| 6. Februar 2016 18:00 CLT | Chile | 25 : 22        | Brasilien | Centro de Alto Rendimiento de Rugby, Santiago de Chile Zuschauer: 1850 Schiedsrichter: Joaquín Montes (Uruguay) |
| 6. Februar 2016 18:00 CLT | Versuche: Zunino 23. erh. de La Fuente 39. erh. Larenas 54. n.erh. Erhöhungen: Nordenflycht (2/3) Straftritte: Nordenflycht (2/3) 4., 17. | (20:7) Bericht | Versuche: D. Sancery 7. erh. F. Sancery 45. n.erh. Tranquez 68. erh. Erhöhungen: Harvey (2/3) Straftritte: Harvey (1/3) 58. | Centro de Alto Rendimiento de Rugby, Santiago de Chile Zuschauer: 1850 Schiedsrichter: Joaquín Montes (Uruguay) |

| 6. Februar 2016 16:00 PST | Kanada | 33 : 17        | Uruguay                                                                                    | Westhills Stadium, Langford Zuschauer: 1123 Schiedsrichter: Juan Sylvestre (Argentinien) |
| 6. Februar 2016 16:00 PST | Versuche: Mackenzie 7. n.erh. Blevins 19. erh. Moor (2) 27. erh., 71. erh. Clark 64. erh. Erhöhungen: McRorie (4/5) | (21:7) Bericht | Versuche: Strafversuch 33. erh. Nieto 68. n.erh. Leivas 76. n.erh. Erhöhungen: Silva (1/3) | Westhills Stadium, Langford Zuschauer: 1123 Schiedsrichter: Juan Sylvestre (Argentinien) |

| 6. Februar 2016 19:00 CST | Vereinigte Staaten | 35 : 35         | Argentinien XV | BBVA Compass Stadium, Houston Zuschauer: 10.241 Schiedsrichter: Chris Assmus (Kanada) |
| 6. Februar 2016 19:00 CST | Versuche: Ngwenya 12. erh. Clever 50. n.erh. Dolan 66. erh. Fry 74. erh. Erhöhungen: Bird (3/4) Straftritte: Bird (3/4) 3., 6., 32. | (16:21) Bericht | Versuche: Carrió (2) 17. erh., 78. erh. Báez 25. erh. Paz 35. erh. Bertranou 65. erh. Erhöhungen: Miotti (3/3) Novillo (2/2) | BBVA Compass Stadium, Houston Zuschauer: 10.241 Schiedsrichter: Chris Assmus (Kanada) |

### Zweite Runde
| 12. Februar 2016 20:00 BRST | Brasilien | 29 : 33         | Uruguay | Arena Barueri, São Paulo Zuschauer: 3500 Schiedsrichter: Damian Schneider (Argentinien) |
| 12. Februar 2016 20:00 BRST | Versuche: Viera 10. erh. D. Sancery 57. erh. Erhöhungen: Harvey (2/2) Straftritte: Harvey (5/5) 2., 8., 19., 54., 69. | (16:15) Bericht | Versuche: Strafversuch 32. erh. Lamanna (2) 35. n.erh., 74. n.erh. Arata 61. n.erh. Kessler 65. n.erh. Erhöhungen: Silva (1/5) Straftritte: Silva (2/3) 5., 49. | Arena Barueri, São Paulo Zuschauer: 3500 Schiedsrichter: Damian Schneider (Argentinien) |

| 13. Februar 2016 18:00 ART | Argentinien XV | 52 : 15       | Chile                                                   | Estadio del Bicentenario, San Juan Zuschauer: 8500 Schiedsrichter: Kurt Weaver (Vereinigte Staaten) |
| 13. Februar 2016 18:00 ART | Versuche: Tuculet (2) 2. erh., 24. n.erh. Paz (4) 16. erh., 58. erh., 71. erh., 78. erh. Portillo 63. erh. Etchart 65. n.erh. Erhöhungen: Mercerat (6/8) | (0:0) Bericht | Straftritte: Nordenflycht (5/6) 10., 19., 40., 44., 68. | Estadio del Bicentenario, San Juan Zuschauer: 8500 Schiedsrichter: Kurt Weaver (Vereinigte Staaten) |

| 13. Februar 2016 18:00 CST | Vereinigte Staaten | 30 : 22         | Kanada                                                                                                  | Dell Diamond, Round Rock Zuschauer: 7145 Schiedsrichter: Juan Sylvestre (Argentinien) |
| 13. Februar 2016 18:00 CST | Versuche: London 26. erh. Clever (3) 57. n.erh., 61. n.erh., 65. erh. Erhöhungen: Bird (1/1) Kruger (1/2) Straftritte: Bird (1/1) 20. Kruger (1/2) 76. | (10:12) Bericht | Versuche: Maguire 69. erh. Erhöhungen: Ferguson (1/1) Straftritte: McRorie (5/6) 9., 13., 22., 30., 45. | Dell Diamond, Round Rock Zuschauer: 7145 Schiedsrichter: Juan Sylvestre (Argentinien) |

### Dritte Runde
| 20. Februar 2016 18:00 EST | Vereinigte Staaten | 64 : 0         | Chile | Lockhart Stadium, Fort Lauderdale Zuschauer: 5101 Schiedsrichter: Damián Schneider (Argentinien) |
| 20. Februar 2016 18:00 EST | Versuche: Baumann 11. n.erh. Eloff 17. n.erh. Edwards 22. erh. Taufeteʻe 35. erh. Thomas 52. erh. Anderson 56. erh. Teʻo (2) 64. n.erh., 77. erh. London 66. erh. Hume 73. erh. Erhöhungen: Eloff (7/10) | (24:0) Bericht |       | Lockhart Stadium, Fort Lauderdale Zuschauer: 5101 Schiedsrichter: Damián Schneider (Argentinien) |

| 20. Februar 2016 20:15 UYT | Uruguay | 21 : 24          | Argentinien XV | Estadio Domingo Burgueño, Maldonado Zuschauer: 6000 Schiedsrichter: Kurt Weaver (Vereinigte Staaten) |
| 20. Februar 2016 20:15 UYT | Versuche: Ormaechea 12. n.erh. Favaro 37. erh. Erhöhungen: Secco (1/2) Straftritte: Secco (3/4) 9., 27., 46. | (0:0) [ Bericht] | Versuche: Bollini 6. erh. Cuaranta 42. erh. Cappiello 70. erh. Erhöhungen: Novillo (2/2) Mercerat (1/1) Straftritte: Mercerat (1/1) 77. | Estadio Domingo Burgueño, Maldonado Zuschauer: 6000 Schiedsrichter: Kurt Weaver (Vereinigte Staaten) |

| 20. Februar 2016 16:00 PST | Kanada | 52 : 25         | Brasilien | Westhills Stadium, Langford Zuschauer: 1885 Schiedsrichter: Joaquín Montes (Uruguay) |
| 20. Februar 2016 16:00 PST | Versuche: Rumball (2) 4. erh., 40. erh. Panga (2) 12. erh., 65. erh. Barkwill 30. erh. Ciulini 76. erh. Hamson 80. erh. Erhöhungen: Ferguson (5/5) Staller (2/2) Straftritte: Ferguson (1/2) 24. | (31:13) Bericht | Versuche: Cremer 26. erh. Sancery 47. n.erh. da Ros 71. erh. Erhöhungen: M. Duque (2/3) Straftritte: M. Duque (2/2) 9., 21. | Westhills Stadium, Langford Zuschauer: 1885 Schiedsrichter: Joaquín Montes (Uruguay) |

### Vierte Runde
| 27. Februar 2016 18:00 CLT | Kanada                                                                                    | 20 : 23         | Uruguay                                                                                                 | Centro de Alto Rendimiento de Rugby, Santiago de Chile Zuschauer: 1497 Schiedsrichter: Damian Schneider (Argentinien) |
| 27. Februar 2016 18:00 CLT | Versuche: Nordenflycht 40. n.erh. Straftritte: Nordenflycht (5/5) 20., 27., 37., 52., 71. | (14:10) Bericht | Versuche: Favaro 17. erh. Silva 66. erh. Erhöhungen: Secco (2/2) Straftritte: Secco (3/4) 39., 49., 55. | Centro de Alto Rendimiento de Rugby, Santiago de Chile Zuschauer: 1497 Schiedsrichter: Damian Schneider (Argentinien) |

| 27. Februar 2016 20:00 BRT | Brasilien | 24 : 23        | Vereinigte Staaten | Arena Barueri, São Paulo Zuschauer: 3798 Schiedsrichter: Chris Assmus (Kanada) |
| 27. Februar 2016 20:00 BRT | Versuche: D. Sancery 13. erh. L. Duque 22. n.erh. Erhöhungen: M. Duque (1/2) Straftritte: M. Duque (4/5) 4., 7., 50., 80. | (18:8) Bericht | Versuche: Taufeteʻe 35. n.erh. Schirmer 46. n.erh. Kruger 64. erh. Erhöhungen: Bird (1/2) Straftritte: Bird (1/2) 29. Kruger (1/1) 72. | Arena Barueri, São Paulo Zuschauer: 3798 Schiedsrichter: Chris Assmus (Kanada) |

| 28. Februar 2016 17:00 ART | Argentinien XV | 54 : 21         | Kanada                                                                             | Estadio Gigante de Arroyito, Rosario Zuschauer: 3000 Schiedsrichter: Joaquín Montes (Uruguay) |
| 28. Februar 2016 17:00 ART | Versuche: Valdez 2. n.erh. Estellés (2) 9. erh., 78. n.erh. Leguizamón (2) 28. n.erh., 76. erh. Cuaranta 40. erh. Strafversuch 53. erh. Amorosino 58. n.erh. Erhöhungen: Mercerat (4/8) Straftritte: Mercerat (2/3) 20., 43. | (27:21) Bericht | Versuche: Moor 12. erh. Ferguson (2) 32. erh., 38. erh. Erhöhungen: Ferguson (3/3) | Estadio Gigante de Arroyito, Rosario Zuschauer: 3000 Schiedsrichter: Joaquín Montes (Uruguay) |

### Fünfte Runde
| 5. März 2016 17:15 UYT | Uruguay | 29 : 25        | Vereinigte Staaten | Estadio Charrúa, Montevideo Zuschauer: 3000 Schiedsrichter: Juan Sylvestre (Argentinien) |
| 5. März 2016 17:15 UYT | Versuche: Kessler 49. erh. Magno 78. erh. Erhöhungen: Ormaechea (2/2) Straftritte: Ormaechea (5/7) 3., 21., 39., 59., 67. | (9:13) Bericht | Versuche: Schirmer 16. erh. London 46. erh. Mikesell 72. n.erh. Erhöhungen: Bird (2/2) Straftritte: Bird (2/3) 22., 29. | Estadio Charrúa, Montevideo Zuschauer: 3000 Schiedsrichter: Juan Sylvestre (Argentinien) |

| 5. März 2016 19:00 CLT | Chile                                                          | 13 : 64         | Kanada | Estadio Municipal de La Pintana, Santiago de Chile Zuschauer: 3200 Schiedsrichter: Kurt Weaver (Vereinigte Staaten) |
| 5. März 2016 19:00 CLT | Versuche: Soto 40. erh. Straftritte: Nordenflycht (2/4) 1., 9. | (13:43) Bericht | Versuche: Blevins (2) 3. erh., 55. erh. Johnson 14. erh. McRorie 18. n.erh. Baillie 20. erh. Mackenzie 31. erh. Parfrey (2) 35. erh., 75. erh. Moor 51. erh. Erhöhungen: McRorie (7/8) Ferguson (1/1) Straftritte: McRorie (1/1) 12. | Estadio Municipal de La Pintana, Santiago de Chile Zuschauer: 3200 Schiedsrichter: Kurt Weaver (Vereinigte Staaten) |

| 5. März 2016 17:40 ART | Brasilien                                              | 7 : 42         | Argentinien XV | Estádio Martins Pereira, São José dos Campos Zuschauer: 3401 Schiedsrichter: Chris Assmus (Kanada) |
| 5. März 2016 17:40 ART | Versuche: L. Duque 80. erh. Erhöhungen: M. Duque (1/1) | (0:28) Bericht | Versuche: Estellés (3) 8. erh., 36. erh., 77. erh. González 11. erh. Deheza 20.erh. Delguy 73. erh. Erhöhungen: Pedro Mercerat (6/6) | Estádio Martins Pereira, São José dos Campos Zuschauer: 3401 Schiedsrichter: Chris Assmus (Kanada) |